# 倪岳峰
倪 岳峰（げい がくほう 、1964年9月 - ）は、中華人民共和国の官僚、政治家。現職は中国共産党河北省委員会書記。第19代党代表。第18期中国共産党中央委員会候補委員。第19期中国共産党中央委員会委員。第10期、第11期全国人民代表大会常務委員会委員。

## 経歴
1964年9月、安徽省岳西県で生まれる。1980年9月、合肥工業大学電気工学系工業自動化学科に入学した。1985年3月に中国共産党入党。1987年6月、母校である合肥工業大学に採用され、工学系にて教員に就任した。1990年9月に清華大学自動化系システム工学科で学び、博士号を取得した。
1993年7月、山東省青島市科学委員会主任補佐、青島市計委員会副主任に就任。1997年12月、国家海洋局科技司副司長に就任。1998年7月、国家海洋局科学技術司司長、海洋環境保護司司長に就任。2000年0月、国家海洋局副局長、党組成員に昇格。
2003年3月、全国人民代表大会環境与資源保護委員会委員に就任。2008年2月、副主任委員に昇格。
2011年2月、福建省人民政府副省長、党組成員に転出。2013年6月、福建省党委員会常務委員、同省規律検査委員会書記に就任した。2016年8月には福州市党委員会書記を兼務する。2016年11月、福建省党委員会副書記に昇格。
2017年5月、海関総署党組書記に転任。6月には副署長を兼務する。2018年3月、署長に昇格。
2022年4月、党務に転じて河北省に赴任し、河北省党委員会書記に就任した。